# Lyon-Genève-Lyon
Lyon-Genève-Lyon, appelée aussi Grand Prix du Nouvelliste, est une ancienne course cycliste française, organisée de 1896 à 1931 entre Lyon en région Auvergne-Rhône-Alpes et la ville de Genève en suisse. 

## Palmarès
| Année | Vainqueur           | Deuxième          | Troisième          |
| ----- | ------------------- | ----------------- | ------------------ |
| 1896  | Léopold Trousselier | ? Gervais         | ? Joanin           |
| 1928  | Louis Bajard        | Joseph Normand    | Pierre Bachellerie |
| 1929  | Lazare Venot        | Louis Bajard      | Pierre Bachellerie |
| 1930  | Benoît Faure        | Hector Van Rossem | Hermann Buse       |
| 1931  | Hubert Opperman     | Marcel Mazeyrat   | Giuseppe Cassin    |